# Alanta (přítok Virinty)
Alanta je potok ve východní části Litvy, v Utenském kraji, v okrese Molėtai. Vytéká z jezera Gruodys u vsi Pabaldiškis. Teče zpočátku směrem východním, po 3 km se stáčí směrem severním a krátce před soutokem, u obce Naujasodis se stáčí směrem západním. Do řeky Virinta se vlévá naproti městysu Alanta jako její levý přítok 41,3 km od jejího ústí do Šventoji. Asi 1 km na jih od obce Naujasodis protéká rybníkem.

## Přítoky
- Do jezera Gruodys: tři nevýznamné přítoky.
- Levé: pět nevýznamných přítoků.
- Pravé: Ramošia a dalších šest nevýznamných přítoků.

## Křižující komunikace
Přes potok vede silnice Girsteitiškis - Alanta, cesta Girsteitiškis - Gaigalai, silnice č. 119 Molėtai - Alanta, odbočka z této silnice do Naujasodisu.

## Jazykové souvislosti
Název Alanta vznikl ze starého litevského slova alėti – vesele téci, zurčet.